# Karl Ferdinand Sohn
Karl Ferdinand Sohn (ur. 10 grudnia 1805, zm. 25 listopada 1867) – niemiecki malarz.
Karl Ferdinand Sohn urodził się 10 grudnia 1805 roku w Berlinie. Studiował pod kierunkiem Friedricha von Schadowa, za którym wyjechał do Düsseldorfu. Specjalizował się w tematach mitologicznych, reprezentował romantyzm.
W latach 1830–1831 przebywał we Włoszech, gdzie studiował dzieła Tycjana, Paolo Veronese i Palma il Vecchio. W 1832 roku został profesorem w Akademii w Düsseldorfie.
Miał dwóch synów Richarda i Karla, także malarzy. Jego uczniem był także bratanek, Wilhelm.
Zmarł 25 listopada 1867 roku.